# محمد فوزي (لاعب أولمبي)
محمد فوزي (09 مايو 1989) من أبرز لاعبي القوى التونسين في الألعاب البارالمبية الصيفية. حيث فاز في الألعاب البارلمبية الصيفية في بيجين 2008 بميدالية فضية في سباق 5000 متر اختصاص T46.

## مواضيع ذات علاقة
- تونس في الألعاب البارالمبية الصيفية 2008
- تونس في الألعاب البارالمبية

## روابط خارجية
- محمد فوزي على موقع Paralympic.org (الإنجليزية)
- محمد فوزي على موقع IPC.InfostradaSports.com (مؤرشف) (الإنجليزية)